# Melissa Franklin
Melissa Jeanette "Missy" Franklin (ur. 10 maja 1995 w Pasadenie) – amerykańska pływaczka specjalizująca się w grzbietowym, pięciokrotna mistrzyni olimpijska, jedenastokrotna mistrzyni świata, dwukrotna wicemistrzyni świata (basen 25 m).

## Kariera pływacka

### Letnie Igrzyska Olimpijskie 2012
Na igrzyskach olimpijskich w Londynie zdobyła trzy złote medale i jeden brązowy. 3 sierpnia 2012 na dystansie 200 m stylem grzbietowym z wynikiem 2:04,06 min poprawiła o 0,75 s trzyletni rekord świata należący do Kirsty Coventry z Zimbabwe. W sztafecie 4 × 100 m stylem zmiennym wraz z Rebeccą Soni, Daną Vollmer i Allison Schmitt pobiła rekord świata (3:52,05).

### Mistrzostwa Świata w Pływaniu 2013
Jest pierwszą pływaczką w historii, która zdobyła sześć złotych medali podczas jednych mistrzostw świata. W 2013 w Barcelonie zwyciężyła na dystansie 200 m stylem dowolnym, 100 i 200 m stylem grzbietowym oraz w sztafetach 4 × 100 i 4 × 200 m stylem dowolnym, a także 4 × 100 m stylem zmiennym.

### Mistrzostwa Świata w Pływaniu 2015
Dwa lata później, podczas mistrzostw świata w Kazaniu wywalczyła pięć medali. Złoto zdobyła w sztafecie kraulowej kobiet 4 × 200 m i w sztafecie mieszanej 4 × 100 m stylem dowolnym. Wicemistrzynią świata z czasem 2:06,34 została na dystansie 200 m stylem grzbietowym. Brązowe medale zdobyła w konkurencji 200 m stylem dowolnym (1:55,49) i w sztafecie kobiet 4 × 100 m stylem dowolnym.

### Letnie Igrzyska Olimpijskie 2016
Na igrzyskach olimpijskich w Rio de Janeiro płynęła w wyścigu eliminacyjnym sztafet 4 × 200 m stylem dowolnym. Otrzymała złoty medal po tym jak Amerykanki zajęły w finale pierwsze miejsce. Nie zakwalifikowała się do finału wyścigu 200 m stylem dowolnym. W półfinale z czasem 1:57,56 zajęła 13. miejsce. W konkurencji 200 m stylem grzbietowym uzyskała czas 2:09,74 i uplasowała się na 14. miejscu.
19 grudnia 2018 roku poinformowała o zakończeniu kariery sportowej.

## Rekordy świata
| Data                 | Miejsce | Konkurencja               | Basen      | Rezultat    | Status                           |
| -------------------- | ------- | ------------------------- | ---------- | ----------- | -------------------------------- |
| 22 października 2011 | Berlin  | 200 m stylem grzbietowym  | 25-metrowy | 2:00,03 min | do 5 grudnia 2014 Katinka Hosszú |
| 3 sierpnia 2012      | Londyn  | 200 m stylem grzbietowym  | 50-metrowy | 2:04,06 min | do 26 lipca 2019 Regan Smith     |
| 4 sierpnia 2012      | Londyn  | 4 × 100 m stylem zmiennym | 50-metrowy | 3:52,05 min | do 30 lipca 2017                 |

## Wyróżnienia
- 2012: najlepsza pływaczka na Świecie i w Stanach Zjednoczonych

## Ciekawostki
Wzrost 188 cm, rozmiar stopy 46.